# Jezebel (sitio web)
Jezebel es un sitio web con sede en los Estados Unidos que ofrece noticias y comentarios culturales dirigidos a las mujeres. Fue lanzado en 2007 por Gawker Media bajo la dirección editorial de Anna Holmes como un contrapunto feminista a las revistas tradicionales para mujeres. Después de la ruptura de Gawker Media, el sitio fue comprado por Univision Communications y luego adquirido por G/O Media.

## Historia
Jezebel se lanzó el 21 de mayo de 2007 como el decimocuarto blog de Gawker Media. Según la editora fundadora Anna Holmes, que había trabajado anteriormente en Glamour, Star, e InStyle, el sitio surgió del deseo de servir mejor a las lectoras de Gawker.com, que constituían el 70 % de los lectores del sitio. lectores de la época.
En el lanzamiento del sitio, el personal editorial incluía a Holmes; la editora Maureen «Moe» Tkacik, experiodista de The Wall Street Journal; y la editora asociada Jennifer Gerson, exasistente de la editora en jefe de Elle, Roberta Myers. Gerson dejó el sitio en mayo de 2008 para convertirse en la editora de mujeres del sitio web de Polo Ralph Lauren; Tkacik partió en agosto de 2008 para trabajar en Gawker.com, luego de aceptar brevemente y luego rescindir una oferta de trabajo de Radar. Posteriormente, Tkacik fue despedido en una reestructuración de toda la empresa en octubre siguiente. Holmes abandonó el sitio en junio de 2010; Jessica Coen la reemplazó como editora en jefe. Otros miembros del personal actuales incluyen a Madeleine Davies, Kelly Faircloth, Hillary Crosley, Kate Dries y Callie Beusman. 
En diciembre de 2007, Jezebel alcanzó los 10 millones de visitas mensuales. El propietario de Gawker, Nick Denton, señaló la creciente popularidad de Jezebel como una de las razones de la caída del tráfico en el sitio principal de la empresa, Gawker.com, que cayó de más de 11 millones de páginas vistas en octubre de 2007 a alrededor de ocho millones en diciembre. Tres años después de su fundación, Jezebel había superado el tráfico de páginas de su sitio principal.
Según el New York Times, las publicaciones feministas como Jezebel se han visto particularmente afectadas por las turbulencias financieras dentro de la industria de las noticias. Jezebel fue uno de los seis sitios web que compró Univision Communications en su adquisición de Gawker Media en agosto de 2016. Univision vendió el sitio en 2019 a una firma de capital privado, que combinó varias publicaciones anteriores de Gawker bajo el nombre de G/O Media.

## Contenido
La editora fundadora Anna Holmes dice que buscó crear una contraparte de las revistas impresas para mujeres como Vogue y Cosmopolitan. Según Jordan Michael Smith, Holmes «odiaba el culto al lujo [de Glamour], la falta de diversidad racial y la superficialidad de las publicaciones femeninas en general». El sitio se lanzó con el lema «Celebrity. Sex. Fashion. Without airbrushing» («Celebridad. Sexo. Moda. Sin aerografía»). Emma Goldberg de The New York Times describe el sello distintivo del sitio como «crítica cultural feminista, con un borde afilado».
Una característica regular llamada «Photoshop of Horrors» documenta fotografías retocadas en revistas de moda. En su primer día de funcionamiento, Jezebel ofreció una recompensa de $ 10 000 por el mejor ejemplo de una foto de portada de revista antes de ser retocada para su publicación. La entrada ganadora, anunciada en julio de 2007, fue una foto de la cantante de country Faith Hill de la portada de Redbook. Jezebel señaló 11 maneras diferentes en que la foto había sido alterada, incluida la distorsión radical del brazo izquierdo de Hill.
Una publicación de 2007 de Tkacik dice: «Jezebel es un blog para mujeres que intentará tomar todas las cosas esencialmente sin sentido pero dulces dirigidas a nosotros y darles un poco más de significado, mientras toma más cosas serias y las hace más divertidas, o más personal, o al menos el tema de nuestra marca altamente sofisticada de broma sexual. Básicamente, queríamos hacer el tipo de revista femenina que nos gustaría leer». Uno de los principios rectores del sitio, según Holmes, es evitar decir «cosas misóginas sobre el peso de las mujeres».

## Editoras en jefe
| Editora en jefe          | Inicio | Final |
| ------------------------ | ------ | ----- |
| Anna Holmes              | 2007   | 2010  |
| Jessica Coen             | 2010   | 2014  |
| Emma Carmichael          | 2014   | 2017  |
| Koa Beck                 | 2017   | 2018  |
| Julianne Escobedo Bishop | 2018   | 2021  |
| Laura Bassett            | 2021   | -     |

## Atención e influencia en los medios
El formato de Jezebel ha influido en otros sitios web enfocados en mujeres, incluidos Double X de la revista Slate, xoJane, The Hairpin y The Frisky.
La cobertura mediática de la controversia fotográfica de Faith Hill incluyó debates y entrevistas en el programa Today de la NBC y en varias otras publicaciones. La editora en jefe de Redbook, Stacy Morrison, dijo que el retoque de la foto de Hill estaba en línea con los estándares de la industria y que Redbook estaba investigando cómo se había publicado la imagen sin retocar.
Un artículo de julio de 2008 en el Ottawa Citizen incluyó a Jezebel como uno de varios sitios lanzados como parte de la «revolución del estrógeno en línea», refiriéndose a un hallazgo de comScore de que los sitios web comunitarios de mujeres estaban vinculados con los sitios políticos como la categoría de Internet de más rápido crecimiento. El artículo también citó la investigación de Ad Age que muestra que el uso de Internet por parte de las mujeres está superando al de los hombres.
En 2010, Jezebel recibió una amplia cobertura mediática cuando criticó a The Daily Show por su trato a las escritoras y corresponsales. Como resultado de esta publicidad, el sitio fue parodiado como «JoanOfSnark.com» en un episodio de 30 Rock, «TGS Hates Women». La exescritora del personal de Gawker, Emily Gould criticó el sitio en un ensayo para Slate, diciendo que su crítica de la cultura pop y su «ira indignada» eran simplemente «celos mezquinos ... comercializados como feminismo».
Kashmir Hill de Forbes ha criticado el blog en dos ocasiones. En 2012, Jezebel enfrentó críticas cuando publicó capturas de pantalla de un video que mostraba una violación y algunos usuarios amenazaron con boicotear el sitio. Posteriormente, en noviembre de 2012, Jezebel fue criticada por publicar los nombres de adolescentes que publicaron tuits racistas en respuesta a la reelección de Barack Obama.
El sitio web ha sido criticado en ocasiones por la forma en que maneja los problemas raciales, incluida la selección en julio de 2014 de una mujer blanca como nueva editora en jefe en lugar de un candidato negro que había estado en el sitio desde su fundación.
En 2014, los escritores de Jezebel acusaron a la empresa matriz Gawker Media de no abordar una campaña de acoso contra su personal y lectores, que incluía imágenes con temas de violación y amenazas de violencia. En la publicación, que se tituló «We Have a Rape Gif Problem and Gawker Media Won't Do Anything About It» («Tenemos un problema de gifs de violaciones y Gawker Media no hará nada al respecto»), el personal del sitio escribió que «un individuo o individuos han estado usando cuentas anónimas e imposibles de rastrear para publicar gifs de pornografía violenta en la sección de discusión de historias sobre Jezebel durante meses».
En 2014, Caitlin Dewey de The Washington Post criticó a Jezebel por su artículo sobre la edición de febrero de Vogue, que mostraba una fotografía retocada de la actriz Lena Dunham en la portada junto con imágenes retocadas de ella en el interior. Dewey lo describió como una «autoparodia feminista», afirmando que «[la editora en jefe Jessica] Coen no solo se opone al tipo de photoshop poco realista y poco saludable que distorsiona nuestra percepción colectiva de lo que constituye un tamaño y una forma normales, sino a alteraciones de cualquier tipo», lo que ella cree que «realmente no favorece esa causa» de combatir la imagen corporal distorsionada en la publicidad.
A veces ha surgido confusión sobre si un artículo de Jezebel era satírico o no. En 2021, publicaron un artículo preguntando por qué la entonces próxima película de Mortal Kombat no presentaba al destacado personaje femenino Chun-Li. Fanáticos confundidos rápidamente señalaron que Chun-Li era de la franquicia Street Fighter, que está completamente separada de la franquicia Mortal Kombat. NME especuló que el artículo podría haber sido una parodia a las reacciones de los fanáticos ante la ausencia de Johnny Cage en el tráiler. Sin embargo, Jezebel luego actualizó su artículo con una corrección, mostrando que el artículo no fue escrito en forma de sátira.